# Нечако (река)
Нечако (на английски: Nechako River) е река в Канада, провинция Британска Колумбия, десен приток на река Фрейзър. Дължината ѝ от 462 км ѝ отрежда 78-о място сред реките на Канада.
Реката води началото си западно от язовира Нечако, в Бреговите планини, на 53°35′ с. ш. 127°45′ з. д. / 53.583333° с. ш. 127.75° з. д. и преминава последователно през бившите самостоятелни езера Татса, Утса и Нечако, сега част от големия язовир Нечако. На 53°34′44″ с. ш. 124°57′02″ з. д. / 53.578889° с. ш. 124.950556° з. д. изтича от язовира, тече на североизток, а от град Форт Фрейзър — на изток и при град Принс Джордж се влива отдясно в река Фрейзър, на 570 м н.в.
Площта на водосборния басейн на реката е 47 100 km2, което съставлява 20,2% от целия водосборен басейн на река Фрейзър. Основните ѝ притоци са: леви — Стюарт, Нотли, Чеслата; десни – Ендако Ентиоко.
Пълноводието на Нечако е през пролетно-летния сезон (май-септември), а маловодието – през зимата (януари-февруари).
От град Принс Джордж до град Форт Фрейзър (148 км), покрай десния бряг на реката, преминава част от трансканадското шосе № 16.
Устието на реката е открито от Александър Маккензи, служител по това време на „Северозападната компания“, търгуваща с ценни животински кожи през юни 1793 г. по време на великия му поход на запад към Тихия океан.
Цялото долно течение на Нечако е открито и първоначално картирано от участника в експедицията на Саймън Фрейзър, Джеймс Макдугъл, също служители на „Северозападната компания“ през 1806 г.